# Campionati europei di tuffi 2011 - Trampolino 3 metri sincro maschile
La gara si è disputata l'11 marzo 2011 e vi hanno partecipato 12 coppie di atleti. Le prime 8 dopo il primo turno sono state ammesse alla finale.

## Medaglie
| Posizione | Paese    | Atleti                          |
| --------- | -------- | ------------------------------- |
| Oro       | Russia   | Evgenij Kuznecov Il'ja Zacharov |
| Argento   | Germania | Stephan Feck Patrick Hausding   |
| Bronzo    | Francia  | Matthieu Rosset Damien Cély     |

## Qualifiche
| Pos. | Nazione     | Atleti                               | Punti  |
| ---- | ----------- | ------------------------------------ | ------ |
| 1    | Ucraina     | Illja Kvaša Oleksij Pryhorov         | 431.28 |
| 2    | Germania    | Stephan Feck Patrick Hausding        | 423.90 |
| 3    | Russia      | Evgenij Kuznecov Il'ja Zacharov      | 409.50 |
| 4    | Italia      | Michele Benedetti Tommaso Rinaldi    | 401.37 |
| 5    | Norvegia    | Eirik Valheim Espen Valheim          | 385.77 |
| 6    | Grecia      | Alexandros Manos Stefanos Paparounas | 383.37 |
| 7    | Francia     | Matthieu Rosset Damien Cély          | 378.63 |
| 8    | Georgia     | Chola Chanturia Shota Korakhashvili  | 363.06 |
| 9    | Regno Unito | Matthew Roberts Callum Johnston      | 360.37 |
| 10   | Paesi Bassi | Yorick de Bruijn Ramon de Meijer     | 355.92 |
| 11   | Svizzera    | Andrea Aloisio Quentin Stoudmann     | 335.52 |
| 12   | Lituania    | Ignas Barkauskas Sergey Baziuk       | 330.60 |

## Finale
| Pos. | Nazione  | Atleti                               | Punti  |
| ---- | -------- | ------------------------------------ | ------ |
|      | Russia   | Evgenij Kuznecov Il'ja Zacharov      | 454.68 |
|      | Germania | Stephan Feck Patrick Hausding        | 441.45 |
|      | Francia  | Damien Cély Matthieu Rosset          | 425.37 |
| 4    | Ucraina  | Illja Kvaša Oleksij Pryhorov         | 407.46 |
| 5    | Norvegia | Eirik Valheim Espen Valheim          | 397.68 |
| 6    | Grecia   | Alexandros Manos Stefanos Paparounas | 392.40 |
| 7    | Italia   | Michele Benedetti Tommaso Rinaldi    | 382.71 |
| 8    | Georgia  | Chola Chanturia Shota Korakhashvili  | 376.62 |

## Fonti
- (EN) Omegatiming.com - Qualifiche (PDF), su omegatiming.com. URL consultato l'11 marzo 2011 (archiviato dall'url originale il 9 maggio 2012).
- (EN) Omegatiming.com - Finale (PDF), su omegatiming.com. URL consultato il 16 marzo 2011 (archiviato dall'url originale il 15 luglio 2011).